# The Puppini Sisters

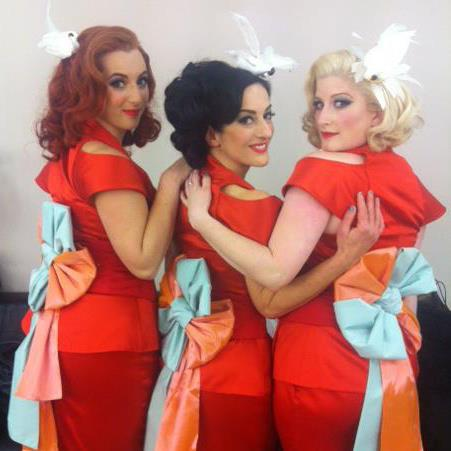
L'attuale formazione: Puppini Sisters al Graham Norton Show

The Puppini Sisters sono un trio vocale femminile formatosi a Londra, specializzato nel canto a cappella nello stile degli anni 1940, come lo swing e il jazz. Attualmente, le componenti del trio sono: Marcella Puppini, italiana, Kate Mullins ed Emma Smith (che ha sostituito Stephanie O' Brien), britanniche.

## Storia del gruppo

### Formazione e primo album
Il trio è stato fondato da Marcella Puppini, bolognese trasferitasi a Londra, che dopo aver studiato Fashion design alla St. Martin School of Art si è iscritta al Trinity College of Music di Londra, dove ha conosciuto le altre due componenti originali, Kate Mullins e Rosanna Schura (che è stata successivamente sostituita da Stephanie O'Brien).
L'ispirazione a fondare il trio è venuta a Marcella dal film di animazione Appuntamento a Belleville (Belleville Rendez-vous).
Il singolo di debutto del trio, Boogie Woogie Bugle Boy, è una cover di un famoso brano di successo delle Andrew Sisters, in omaggio alle quali è stato scelto il loro nome, "The Puppini Sisters".
Le Puppini Sisters sono affiancate da una band di tre membri, composta da Blake Wilner alla chitarra, Peter Ibbetson alla batteria e alle percussioni e Henrik Jensen al contrabbasso, e hanno debuttato con il loro primo album, intitolato Betcha Bottom Dollar, nel 2006. Il loro primo disco è stato pubblicato dall'etichetta discografica Verve Records e contiene quattordici cover, tra cui Heart of Glass dei Blondie e I Will Survive, precedentemente interpretata da Gloria Gaynor. Con questo primo lavoro hanno ottenuto un discreto successo, entrando nelle classifiche di Francia e Belgio e raggiungendo la posizione numero diciassette della classifica britannica degli album. Nello stesso anno, in occasione delle festività natalizie, sono stati pubblicati esclusivamente in formato digitale i singoli Jingle Bells e Silent Night, da loro realizzati in versione a cappella.

### The Rise and Fall of Ruby Woo
Nel 2007 il gruppo ha pubblicato un ulteriore singolo, una nuova versione dello standard di musica classica Spooky, che ha anticipato l'uscita del secondo album del gruppo, The Rise and Fall of Ruby Woo, pubblicato dalla divisione della Universal riservata alla musica classica e jazz. Il disco conteneva numerose cover ma anche alcuni brani inediti composti dalle stesse componenti del trio, come I Can't Believe I'm Not a Millionaire o Soho Nights, ed è stato accompagnato dall'uscita di un ulteriore singolo, Crazy in Love, originariamente interpretata dalla nota cantante R&B Beyoncé.
L'album, promosso anche da un terzo singolo, Jilted, inedito scritto da Marcella Puppini, ha raggiunto un discreto successo di vendite in Francia e in Regno Unito.
Nel 2008 hanno collaborato con i The Real Tuesday Weld incidendo con loro il brano Apart of Me, pubblicata come singolo.

### Christmas with The Puppini Sisters: l'album natalizio
Si sono esibite, nel 2009, al Glastonbury Festival, e nel novembre 2010 è stato pubblicato, dall'etichetta discografica Verve, il loro terzo album, Christmas with The Puppini Sisters, interamente di genere natalizio.
Il disco contiene cover di classici natalizi, come White Christmas o Oh Holy Night, riarrangiati e reinterpretati in chiave jazz e a cappella, seguendo lo stile del trio.

### Hollywood
Il 7 novembre 2011 pubblicano un nuovo album, dal titolo Hollywood, principalmente composto da cover di canzoni tratte da colonne sonore, fatta eccezione per il brano Hollywood, che è una composizione originale del trio. Il 19 ottobre è stato pubblicato su Youtube il videoclip di Diamonds are a girl's best friend come primo singolo estratto dall'album.

### Esperienze cinematografiche
Nel 2009 hanno partecipato, con un consistente cameo, alle riprese del film Brokers - Eroi per gioco mettendo a disposizione anche alcuni loro brani per la colonna sonora del film.

## Formazione
- Kate Mullins
- Emma Smith
- Marcella Puppini

## Discografia

### Album
- 2006 - Betcha Bottom Dollar
- 2007 - The Rise and Fall of Ruby Woo
- 2010 - Christmas with The Puppini Sisters
- 2011 - Hollywood
- 2015 - The Best of The Puppini Sisters
- 2016 - The High Life

### Singoli
- 2006 - Boogie Woogie Bugle Boy
- 2006 - Jingle Bells/Silent Night
- 2007 - Spooky
- 2007 - Crazy in Love
- 2008 - Jilted
- 2008 - Apart of Me (The Real Tuesday Weld feat. The Puppini Sisters)

## Gruppi omologhi
- Sorelle Marinetti
- Trio Lescano
- The Andrews Sisters